# Hai nguyên lý của phép biện chứng duy vật

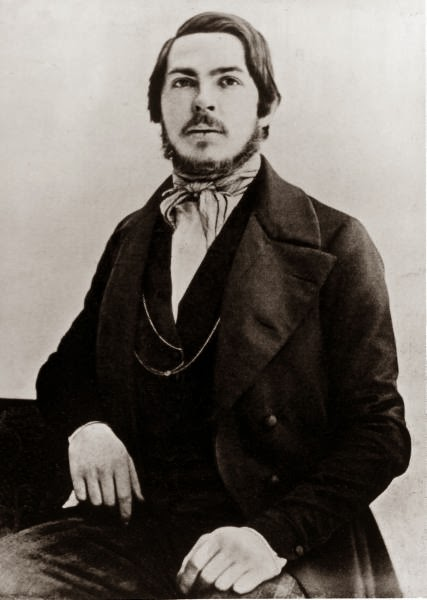
Ph.Ăng-ghen, người đã kiến giải các nguyên lý của phép biện chứng duy vật

Hai nguyên lý của phép biện chứng duy vật là hai nguyên lý cơ bản và đóng vai trò cốt lõi trong phép duy vật biện chứng của triết học Mác - Lênin khi xem xét, kiến giải sự vật, hiện tượng. Phép biện chứng duy vật được xây dựng trên cơ sở một hệ thống những nguyên lý, những phạm trù cơ bản, những quy luật phổ biến phản ánh hiện thực khách quan.
Trong hệ thống đó nguyên lý về mối liên hệ phổ biến và nguyên lý về sự phát triển là hai nguyên lý khái quát nhất. Hai nguyên lý cơ bản gồm:
- Nguyên lý về mối liên hệ phổ biến là nguyên tắc lý luận xem xét sự vật, hiện tượng khách quan tồn tại trong mối liên hệ, ràng buộc lẫn nhau tác động, ảnh hưởng lẫn nhau giữa các sự vật, hiện tượng hay giữa các mặt của một sự vật, của một hiện tượng trong thế giới. Nguyên lý này biểu hiện thông qua 06 cặp phạm trù cơ bản.
- Nguyên lý về sự phát triển là nguyên tắc lý luận mà trong đó khi xem xét sự vật, hiện tượng khách quan phải luôn đặt chúng vào quá trình luôn luôn vận động và phát triển (vận động tiến lên từ thấp đến cao, từ kém hoàn thiện đến hoàn thiện hơn của sự vật). Nguyên lý này biểu hiện thông qua ba quy luật cơ bản

Ph.Ăng-ghen định nghĩa:
| “          | Phép biện chứng chẳng qua chỉ là môn khoa học về những quy luật phổ biến của sự vận động và sự phát triển của tự nhiên, của xã hội loài người và của tư duy | ” |
| — Ăng-ghen | |   |

và: 
| “ | Phương pháp biện chứng là phương pháp xem xét những sự vật và những phản ánh của chúng vào tư duy chủ yếu là trong mối liên hệ qua lại giữa chúng, trong sự móc xích của chúng, trong sự vận động của chúng, trong sự phát sinh và tiêu vong của chúng | ” |

## Nguyên lý về mối liên hệ phổ biến
Theo chủ nghĩa Mác -Lênin thì các sự vật hiện tượng trong thế giới chỉ biểu hiện sự tồn tại của mình thông qua sự vận động, sự tác động qua lại lẫn nhau. Bản chất tính quy luật của sự vật, hiện tượng cũng chỉ bộc lộ thông qua sự tác động qua lại giữa các mặt của bản thân chúng hay sự tác động của chúng đối với sự vật, hiện tượng khác. Đồng thời cũng qua đó phê phán cách xem xét của các nhà siêu hình học.
| “          | Đối với những nhà siêu hình học thì những sự vật và phản ánh của chúng vào trong tư duy, tức là những khái niệm đều là những đối tượng nghiên cứu riêng biệt, cố định, cứng đờ vĩnh viễn, phải xem xét từng cái một, cái này sau cái kia, cái này độc lập với cái kia | ” |
| — Ăng-ghen | |   |

| “          | Quan điểm siêu hình chỉ thấy những sự vật cá biệt mà không thấy mối liên hệ giữa những sự vật ấy, chỉ thấy sự tồn tại của sự vật mà không thấy sự hình hành và tiêu vong của sự vật, chỉ thấy trạng thái tĩnh của sự vật và không thấy trạng thái động của sự vật, chỉ thấy cây mà không thấy rừng | ” |
| — Ăng-ghen | |   |

### Cơ sở khoa học
Nguyên lý này được dựa trên một khẳng định trước đó của triết học Mác-Lênin là khẳng định tính thống nhất vật chất của thế giới là cơ sở của mối liên hệ giữa các sự vật và hiện tượng. Các sự vật, hiện tượng tạo thành thế giới dù có đa dạng, phong phú, có khác nhau bao nhiêu, song chúng đều chỉ là những dạng khác nhau của một thế giới duy nhất, thống nhất- thế giới vật chất. Engels đã nhấn mạnh điều này
| “          | Tính thống nhất của thế giới là ở tính vật chất của nó, và tính vật chất này được chứng minh không phải bằng ba lời lẽ khéo léo của kẻ làm trò ảo thuật, mà bằng sự phát triển lâu dài và khó khăn của Triết học và khoa học tự nhiên | ” |
| — Ăng-ghen | |   |

Theo Hồ Chí Minh thì: Thống nhất giữa lý luận và thực tiễn, là một nguyên tắc căn bản của chủ nghĩa Mác-Lênin.
Nhờ có tính thống nhất đó, chúng không thể tồn tại biệt lập tách rời nhau mà tồn tại trong sự tác động qua lại chuyển hoá lẫn nhau theo những quan hệ xác định. Chính trên cơ sở đó triết học duy vật biện chứng khẳng định rằng mối liên hệ là phạm trù triết học dùng để chỉ sự quy định sự tác động qua lại sự chuyển hoá lẫn nhau giữa các sự vật, hiện tượng hay giữa các mặt của một sự vật, của một hiện tượng trong thế giới.
Liên hệ là phạm trù triết học dùng để chỉ sự quy định, sự tác động qua lại, sự chuyển hóa lẫn nhau giữa các sự vật, hiện tượng hay giữa các mặt của một sự vật, của một hiện tượng trong thế giới

### Tính chất
Theo quan điểm của chủ nghĩa duy vật biện chứng, mối liên hệ có ba tính chất cơ bản: Tính khách quan, tính phổ biến và tính đa dạng, phong phú. 
- Tính khách quan của mối liên hệ biểu hiện: các mối liên hệ là vốn có của mọi sự vật, hiện tượng, không phụ thuộc vào ý thức của con người.
- Tính phổ biến của mối liên hệ biểu hiện: bất kỳ một sự vật, hiện tượng nào, ở bất kỳ không gian nào và ở bất kỳ thời gian nào cũng có mối liên hệ với những sự vật, hiện tượng khác. Ngay trong cùng một sự vật, hiện tượng thì bất kỳ một thành phần nào, một yếu tố nào cũng có mối liên hệ với những thành phần, những yếu tố khác.
- Tính đa dạng, phong phú của mối liên hệ biểu hiện: sự vật khác nhau, hiện tượng khác nhau, không gian khác nhau, thời gian khác nhau thì các mối liên hệ biểu hiện khác nhau. Có thể chia các mối liên hệ thành nhiều loại: mối liên hệ bên trong, mối liên hệ bên ngoài, mối liên hệ chủ yếu, mối liên hệ thứ yếu, v.v.. Các mối liên hệ này có vị trí, vai trò khác nhau đối với sự tồn tại và vận động của sự vật, hiện tượng.

Để khái quát nên tính chất biến hóa của sự vật, hiện tượng, Ăng-ghen đã viết rằng: 
Tư duy của nhà siêu hình chỉ dựa trên những phản đề tuyệt đối không thể dung nhau được, họ nói có là có, không là không. Đối với họ, một sự vật hoặc tồn tại hoặc không tồn tại, một hiện tượng không thể vừa là chính nó lại là vừa cái khác, cái khẳng định và cái phủ định tuyệt đối bài trừ nhau.... Ngược lại tư duy biện chứng là một tư duy mềm dẻo linh hoạt, không còn biết đến những đường ranh giới tuyệt đối nghiêm ngặt, đến những cái "hoặc là".... "hoặc là"... "vô điều kiện" nữa (kiểu như: "hoặc là có, hoặc là không", hoặc tồn tại, hoặc không tồn tại"). Tư duy biện chứng thừa nhận trong những trường hợp cần thiết bên cạnh cái "hoặc là"... hoặc là" còn có cả cái "vừa là.... Vừa là" nữa. Chẳng hạn, theo quan điểm biện chứng, một vật hữu hình trong mỗi lúc vừa là nó, vừa không phải là nó, một cái tên đang bay trong mỗi lúc vừa ở vị trí A lại vừa không ở vị trí A, cái khẳng định và cái phủ định vừa loại trừ nhau vừa không thể lìa nhau được
Theo Lênin: Muốn thực sự hiểu được sự vật cần phải nhìn bao quát và nghiên cứu tất cả các mặt, các mối liên hệ và "quan hệ gián tiếp" của sự vật đó và ông cũng cho rằng: Phép biện chứng đòi hỏi người ta phải chú ý đên tất cả các mặt của mối quan hệ trong sự phát triển cụ thể của những mối quan hệ đó.

### Biểu hiện
Nguyên lý này biểu hiện rõ thông qua sáu cặp phạm trù gồm:
- Cái riêng và cái chung
- Bản chất và hiện tượng
- Nội dung và hình thức
- Nguyên nhân và kết quả
- Khả năng và hiện thực
- Tất nhiên và ngẫu nhiên

## Nguyên lý về sự phát triển
Triết học Mác-Lênin luôn coi trọng sự vận động và phát triển của sự vật, hiện tượng. Việc đặt sự vật, hiện tượng trong trạng thái luôn phát triển là một nguyên lý quan trọng của triết học Mác-Lênin.
Liên hệ tức là vận động, mà không vận động thì không có sự phát triển. Nhưng vận động và phát triển là hai khái niệm khác nhau. Khái niệm vận động khái quát mọi sự biến đổi nói chung, không tính đến xu hướng và kết quả của những biến đổi ấy như thế nào. Sự phát triển diễn ra không ngừng trong thế giới và có nhiều xu hướng.
| “        | Quan điểm siêu hình mà điểm trung tâm là quan niệm về tính tuyệt đối không thay đổi của giới tự nhiên, phủ nhận mọi sự biến đổi, mọi sự phát triển trong giới tự nhiên | ” |
| — Engels | |   |

| “        | Mỗi một sự tiến bộ trong sự phát triển hữu cơ đồng thời lại là sự thoái bộ, vì nó cũng cố sự phát triển phiến diện và loại trừ khả năng phát triển theo nhiều khuynh hướng khác nhau | ” |
| — Engels | |   |

| “        | Quan niệm về giới tự nhiên đã được hoàn thành trên những nét cơ bản: Tất cả những gì cố định đều biến thành mây khói, và tất cả những gì người ta cho là tồn tại vĩnh cửu thì nay đã trở thành nhất thời, và người ta đã chứng minh rằng toàn bộ giới tự nhiên đều vận động theo một vòng tuần hoàn vĩnh cửu | ” |
| — Engels | |   |

Nguyên lý về sự phát triển bao gồm: Quy luật mâu thuẫn, quy luật lượng - chất và quy luật phủ định. Trong đó:
- Quy luật mâu thuẫn chỉ ra nguồn gốc của sự phát triển
- Quy luật lượng - chất chỉ ra cách thức, hình thức của sự phát triển
- Quy luật phủ định chỉ ra khuynh hướng của sự phát triển.

Ba quy luật này còn có ý nghĩa trong nhận thức và hành động.